# Mihama (Mie)
Mihama (御浜町?) è una cittadina giapponese della prefettura di Mie.